# Detlef Nier
Detlef Nier (* 1958 in Potsdam) ist ein deutscher Schauspieler, Kabarettist, Regisseur und Hörspielsprecher.

## Leben
Detlef Nier erhielt seine ersten Filmrollen 1964 in den DEFA-Filmen Das Märchen von Jens und dem Kasper, gefolgt 1965 von Jens und Fiaza sowie 1974 in Looping. Er absolvierte in seiner Geburtsstadt eine Berufsausbildung mit Abitur und studierte von 1980 bis 1984 an der Staatlichen Schauspielschule Berlin, die 1981 in Hochschule für Schauspielkunst „Ernst Busch“ umbenannt wurde. Von 1983 bis 1986 war er Meisterschüler am Theater im Palast in Berlin. Anschließend wurde er bis 1990 Ensemblemitglied am Berliner Kabarett-Theater Distel. Dem Kabarett blieb er treu, denn danach folgten Engagements an der Dresdner Herkuleskeule, der Leipziger Pfeffermühle und dem Hallenser Kabarett Die Kiebitzensteiner.
In mehreren Produktionen der DDR-Filmgesellschaft DEFA und dem Fernsehen der DDR stand Detlef Nier vor der Kamera und besonders für den Rundfunk der DDR wirkte er häufig als Hörspielsprecher. Seit 1999 ist er als freiberuflicher Schauspieler und Kabarettist tätig. Hinzu kommen Regie- und Autorenarbeiten, wobei das Kabarett bevorzugt wird, aber auch Soloprogramme gehören zu seinem Repertoire.

## Filmografie
- 1964: Das Märchen von Jens und dem Kasper
- 1965: Jens und Fiaza
- 1975: Looping
- 1977: Zur See (Fernsehserie, 1 Folge)
- 1979: Hochzeitsreise
- 1983: Meine fünf Frauen
- 1984: Von der Müllerstochter, die Gold spinnen wollte
- 1984: Polizeiruf 110: Freunde (Fernsehreihe)
- 1986: Der Bärenhäuter
- 1986: Die lustigen Weiber von Windsor
- 1987: Glück hat seine Zeit
- 1987: Schauspielereien (Fernsehserie, 1 Folge)
- 1987: Der Staatsanwalt hat das Wort: Himmelblau oder Hans im Glück
- 1988: Polizeiruf 110: Der Kreuzworträtselfall
- 1990: Barfuß ins Bett (Fernsehserie, 1 Folge)
- 1991: Der Staatsanwalt hat das Wort: Verliebt – verloren
- 1991: Polizeiruf 110: Thanners neuer Job

## Theater

### Schauspieler
- 1983: Gotthold Ephraim Lessing: Minna von Barnhelm – Regie: Barbara Abend (Theater im Palast, Berlin)
- 1983: William Shakespeare: Die lustigen Weiber von Windsor – Regie: Vera Oelschlegel (Theater im Palast, Berlin)
- 1984: Pierre Augustin Caron de Beaumarchais: Der tolle Tag oder Figaros Hochzeit – Regie: Helmut Straßburger/Ernstgeorg Hering (Theater im Palast, Berlin)
- 1985: Gert Hofmann: Der Bürgermeister (Moll) – Regie: Aljoscha Westermann (Theater im Palast, Berlin)
- 1986: Lew Tolstoi: Krieg und Frieden (Zar Alexander) – Regie: Vera Oelschlegel (Theater im Palast, Berlin)
- 1986: Immer rin in die jute Stube – Regie: Otto Stark (Kabarett-Theater Distel, Berlin)
- 1987: Vorwärts zu neuen Folgen – Regie: Edgar Külow (Kabarett-Theater Distel, Berlin)
- 1988: Keine Müdigkeit vorschützen – Regie: Klaus Piontek (Kabarett-Theater Distel, Berlin)
- 1989: Wir sind schon eine Reise wert – Regie: Edgar Külow (Kabarett-Theater Distel, Berlin)
- 1990: Mit dem Kopf durch die Wende – Regie: Peter Tepper (Kabarett-Theater Distel, Berlin)
- 1995: Victor Hugo/Gaetano Donizetti: Lucrezia Borgia – Regie: Pierre Badan (Kleines Theater am Südwestkorso Berlin)
- 2000: Grand Brie – Regie: Matthias Nagatis (Herkuleskeule, Dresden)
- 2008: Wolfgang Schaller/Peter Ensikat: Leise flehen meine Glieder – Regie: Mathias Nagatis (Herkuleskeule, Dresden)
- 2009: Peter Ensikat/Wolfgang Schaller/Phillip Schaller: Drei Engel für Karli – Regie: Wolfgang Schaller/Matthias Nagatis (Herkuleskeule, Dresden)
- 2010: Peter Ensikat/Wolfgang Schaller/Phillip Schaller: Egoland (Herkuleskeule, Dresden)
- 2012: Wolfgang Schaller: Gallensteins Lager (Herkuleskeule, Dresden)
- 2014: Philipp Schaller/Wolfgang Schaller: Vorzurückzurseiteran (Herkuleskeule, Dresden)
- 2017: Wolfgang Schaller: Ballastrevue – Regie: Mathias Nagatis (Herkuleskeule, Dresden)
- 2018: Philipp Schaller: Betreutes Denken – Regie: Mario Grünewald (Herkuleskeule, Dresden)
- 2019: Ach wie gut, dass niemand weiß… – Regie: Marcus Ludwig (Leipziger Pfeffermühle)
- 2021: …so’n Hals – Regie: Dieter Richter (Leipziger Pfeffermühle)
- 2021: Loriot: Sie lassen sofort meine Frau ins Bett – Regie: Rolf Voigt (Leipziger Pfeffermühle)
- 2021: PhilippSchaller / Michael Frowin: Im Kühlschrank brennt noch Licht – Regie: Michael Frowin (Herkuleskeule, Dresden)
- 2021: Philipp Schaller: Mit Spatzen auf Kanonen – Regie: Peter Kube (Herkuleskeule, Dresden)

### Regisseur
- 2004: Uli Eich: Die Versuchung der Phantasie (Premiere: RAW-Ambulatorium, Berlin)

## Hörspiele
- 1984: Juichiro Takeuschi: Nächtliche Jagd (Student) – Regie: Horst Liepach (Hörspiel – Rundfunk der DDR)
- 1984: Wulf Weber: Die Sportkanone (Kollege) – Regie: Edith Schorn (Kurzhörspiel aus der Reihe Waldstraße Nummer 7 – Rundfunk der DDR)
- 1985: Ricarda Bethke: Der schwarze Grieche (Hegel) – Regie: Karlheinz Liefers (Kurzhörspiel/Kinderhörspiel – Rundfunk der DDR)
- 1985: Peter Gauglitz: Abserviert (Krankenhausarzt) – Regie: Edith Schorn (Kriminalhörspiel – Rundfunk der DDR)
- 1986: Walter Flegel: Paradepferde ziehen nicht (Aller) – Regie: Walter Niklaus (Hörspiel – Rundfunk der DDR)
- 1986: Stefan Zweig: Schlimme Zeiten – Regie: Horst Liepach (Hörspiel – Rundfunk der DDR)
- 1987: Peter Jakubeit: Der Verbrecher Hans Kohlhase (Joachim II. von Brandenburg) – Regie: Horst Liepach (Hörspiel – Rundfunk der DDR)
- 1987: Uwe Saeger: Außerhalb von Schuld – Regie: Horst Liepach (Hörspiel – Rundfunk der DDR)
- 1988: Jochen Hauser: Die Brille des alten Ernesto (Enrico) – Regie: Maritta Hübner (Kinderhörspiel – Rundfunk der DDR)
- 1989: Astrid Rösel: Picknick mit einem Toten (Patrick Magnee) – Regie: Detlef Kurzweg (Kurzhörspiel/Kriminalhörspiel – Rundfunk der DDR)
- 1990: Bodo Schulenburg: Tecumseh – Regie: Manfred Täubert (Kinderhörspiel – Rundfunk der DDR)
- 1999: Inge Ristock/Hans Rascher: Keine Müdigkeit vorschützen – Regie: Marianne Weil (Hörspiel – SR/SFB)